# Киргизька музика
Киргизька музика — до ХХ століття була представлена лише наодними жанрами — кочова і сільська  і тісно пов'язана з туркменськими та казахськими народними мелодіями. Для киргизької народної музики характерне використання довгих стійких звуків, в яких присутні також російські елементи. Після входження Киргизстану до СРСР розвивалась в руслі радянської культури.

## Традиційна музика
Мандрівні музиканти і шамани, звані манаски, популярні завдяки співу та грі на комузі. Їх музика, як правило, це героїчні епоси. Найвідомішим і найдовшим є Манас (його обсяг в 20 разів більший, ніж «Одіссея» Гомера), що розповідає про боротьбу Манаса і його нащадків з китайцями за незалежність країни. Існують сучасні читці Манаса, які дуже популярні, такі як Рисбек Джумабаєв і Саякбай Каралаєв.
Найбільш відомим киргизьким народним інструментом вважається комуз — щипковий струнний інструмент. Іншим важливим символом киргизької ідентичності вважається Кил Кіак — струнний інструмент, пов'язаний з монгольським морінхур, є важливою роллю в киргизької культури. Також серед киргизьких народних інструментів поширені кобиз, двострунний інструмент (аналог скрипки), сибизги, бічна флейта, Чопо-чур і темир ооз комуз, відомий як варган в деяких країнах. Шаманські елементи киргизької народної культури включають добульбу, аса-таяк і раніше згадуваний кобиз.

## ХХ століття
З входженням Киргизстану до СРСР народна музиа Киргизстану поповнилася піснями про Леніна, колгоспи та інші реалії радянського окупаційного режиму Водночас в Киргизстані виникає професійна композторська школа, у джерел якої — вихідці із Росії — В. А. Власов, В. Г. Фере, М. Р. Раухвергер. Серед перших киргизьких опер — «Алтин киз» («Золотая дівчина». 1937) Власова і Фере, «Аджал ордуна» («Не смерть, а життя», 1938) Власова, Малдибаєва і Фере , «Айчурек» («Місячна красуня», 1939). Значна кільість опер і балетів 1940-х — 1950-х років також присвячені окупаційному режиму — колгоспам, німецько-радянській війні, ствердженню радянської влади в Киргизстані тощо. Водночас у повоєнні роки виникають і перші симфонії, основані на киргизькому народному матеріалі, їх першими авторами стали вихідці із Росії — Н. П. Раков, В. Г. Фере, В. А. Власов.
Відкриті музичні заклади — Киргизький театр опери і балету (1942), філармонія (1936), великий симфонічний оркестр Киргизького радіо і телебачення (1970), оркестр народних інструментів (1936), Будинок народної творчості, Спілка композиторів (1939), Інститут мистецтв (1967), Музичні училища в Бішкеку і Ош, музичні школи.

## Сучасні виконавці

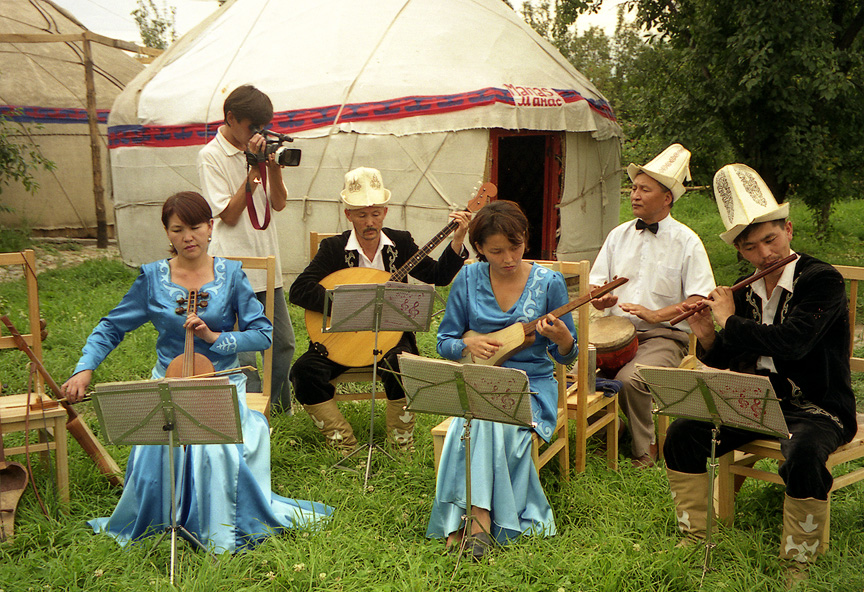
Група киргизьких музикантів виступає в юртовому таборі в Караколі

Саламат Садикова — популярна традиційна киргизька співачка з сильним голосом. Її репертуар охоплює сучасні твори народного стилю, а також народні пісні.
Також виділяються Тенгір-Тоо, брати Джунуши, Юсуп Айсан, Гульнур Сатилганова і Зере Асилбек. Киргизький письменник і музикант Ельмірбек Іманалієв помер в квітні 2020 року.